# Fuqing
Fuqing (福清市S, FúqīngP) è una città-contea della Cina, situata nella provincia del Fujian.